# HD193472
HD193472 — хімічно пекулярна зоря спектрального класу A5, що має видиму зоряну величину в смузі V приблизно  5,9.
Вона  розташована на відстані близько 294,1 світлових років від Сонця.

## Фізичні характеристики
Зоря HD193472 обертається 
досить швидко 
навколо своєї осі. Проєкція її екваторіальної швидкості на промінь зору становить  Vsin(i)=105км/сек.